# Autobusna linija br. 113 u Zagrebu
Linija 113 (Ljubljanica – Jarun) gradska je autobusna linija ZET-a u Zagrebu. Linija pruža direktnu vezu Jaruna s Ljubljanicom, i nadalje Trešnjevkom.

## Trasa
113 radnim danom prometuje na trasi: Ljubljanica – Zagrebačka avenija – Hrgovići – Jarun okretište.
Vikendom i praznicima prometuje oko jezera Jarun produženom trasom: Ljubljanica – Zagrebačka avenija – Hrgovići – Jezero Jarun (Aleja Matije Ljubeka). Polazak prema Ljubljanici se čeka na stajalištu Jarun po povratku oko jezera Jarun.

## Raspored i vozni park
Linija prometuje svaki dan. Radnim danom slijed polazaka je 30 minuta, a vikendom i praznicima 20 minuta. Radnim danom prometuje od 5:15 do 23:00, a vikendom i praznicima od 5:35 do 22:50.
Na liniju je raspoređen jedan solo autobus, a vikendom i praznicima dodaje se još jedan autobus. Od 2025. na liniji prometuje električni autobus.

## Povijest
Za Jarun je 1970.-ih uvedena autobusna linija 27 na trasi: Trg oktobarske revolucije (danas Trešnjevački trg) – Ul. Rade Končara (Ozaljska ul.) – Selska – Autoput – Hrgovići – Jarun (kapelica).
Reorganizacijom prometa linija dobiva broj 113 i 1982. prometuje na trasi Ljubljanica – Fallerovo šetalište – Ljubljanska avenija – Selska – Horvaćanska – Pešćanska – Jarun.
Produženjem Horvaćanske ceste 1985., pred Univerzijadu, linija 113 poprima današnji oblik.
Od 29. travnja 2023. linija 113 počinje prometovati vikendom oko jezera Jarun.

## Vanjske poveznice
- Vozni red linije 113